# تپه حاجی حجت
تپه حاجی حجت مربوط به دوران پیش از تاریخ ایران باستان - است و در شهرستان علی‌آباد، بخش مرکزی، شهر  مزرعه کتول واقع شده و این اثر در تاریخ ۱۰ بهمن ۱۳۸۳ با شمارهٔ ثبت ۱۱۲۹۶ به‌عنوان یکی از آثار ملی ایران به ثبت رسیده است.